# China Dragon
I China Dragon (in cinese: 中国龙队) sono stati una squadra di hockey su ghiaccio che giocava le proprie partite casalinghe in 3 diverse città cinesi: Harbin, Qiqihar e Shanghai.
La squadra ha militato per tutta la sua esistenza nella Asia League Ice Hockey.

## Storia
Il team è nato, con il nome di China Sharks, prima dell'inizio della stagione 2007-2008, dalla fusione delle due squadre di Qiqihar (Changchun Fuao) e Harbin (Hosa), che già disputavano la Asia League Ice Hockey dalla stagione 2004-2005. Ha preso la denominazione definitiva nel 2009.
I China Dragon sono stati sciolti alla fine della stagione 2016-2017. 
Nel corso della loro esistenza, né i China Sharks, né i China Dragon né le due squadre originarie hanno mai raggiunto i play-off, non andando mai oltre il penultimo posto.